# SIGTRAN
Señalización de Transporte o SIGTRAN es el nombre del grupo de trabajo de la IETF (Internet Engineering Task Force) que desarrolló una serie de protocolos que permiten transportar señalización de control de telefonía pública SS7 y Q.931 por redes IP. Por extensión llamamos SIGTRAN a este grupo de protocolos. SIGTRAN fue publicado como el RFC 2719 "Architectural Framework for Signaling Transport".
SIGTRAN se refiere a una pila de protocolos para el transporte de protocolos de señalización (SS7/C7) de la red de conmutación de circuitos (SCN) (cuya aplicación más clásica es telefonía pública, clásicamente) sobre una red IP. SIGTRAN es la evolución de SS7, que define los adaptadores y una capacidad de transporte básico donde se mezclan protocolos SS7 y de paquetes para ofrecer a los usuarios lo mejor de ambas tecnologías. Aplicaciones de SIGTRAN incluyen: Internet por Dial-Up, telefonía IP interconectada con PSTN y otros servicios.

## Historia
Con el desarrollo de la telefonía IP, se hacía interesante transportar los flujos de señalización sobre redes IP. Al principio las soluciones eran propietarias y fue solo a fines de los '90s que la IETF empezó un esfuerzo por estandarizar estos protocolos. El grupo de trabajo se creó en 1998.
El RFC 2719 se presentó en octubre de 1999 y considera 3 elementos:
- una capa de adaptación a las primitivas de los protocolos de las redes telefónicas (SCN)
- un protocolo común de señalización que cumpla las necesidades de la red telefónica
- un protocolo de red IP

## Operación

### Componentes
Los componentes clave en la arquitectura SIGTRAN son los siguientes: 
- Media Gateway Controller (MGC), responsable de mediar el control de llamadas (entre la SG y MG) y controlar el acceso del mundo IP hacia y desde la PSTN.
- Signaling Gateway (SG), responsable de la interconexión a la red SS7 y la transmisión de mensajes de señalización a los nodos IP.
- Media Gateway (MG), responsable de  empaquetar el tráfico de voz y transmisión del tráfico hacia el destino.
- IP con control de servicios (IP SCP). Esto existe íntegramente dentro de la red IP, pero es direccionable de la red SS7.
- Teléfono IP, genéricamente conocido como terminal.

### Funcionamiento
Las interfaces relacionadas con la señalización de transporte incluyen la SG a MGC, SG a SG. El transporte de señalización potencialmente se puede aplicar a la MGC a MGC o MG MGC a las interfaces, así, dependiendo de los requerimientos para el transporte del protocolo de señalización asociadas. 
Para interconexión con las redes SS7 SCN-controladas, la SG termina el enlace SS7 y transfiere la información de señalización a la MGC para utilizar el transporte de señalización. El MG termina la troncal interconmutada y controla la base troncal en el control de señalización que recibe de la MGC. Para el interfuncionamiento con PSTN (Public Switched Telephone Network), las redes IP necesitarán para el transporte de señalización mensajes Q.931 o SS7 ISUP entre los nodos IP, como Signaling Gateway y Media Gateway Controller o Media Gateway. 

## Protocolos
La familia de protocolos SIGTRAN incluye:
- SCTP (Stream Control Transmission Protocol), el protocolo más significativo de SIGTRAN. Es el protocolo de nivel de transporte, alternativa a TCP y UDP. Es el protocolo básico en la pila SIGTRAN que proporciona servicio de transporte entre capas en IP. Fue originalmente presentado como RFC 2960 y luego actualizado en el RFC 3309. Algunos ejemplos son: transporte de señalización entre un Signaling Gateway y Media Gateway o Media Gateway Controller, el transporte de la señalización (" backhaul ") de un Media Gateway a un Media Gateway Controller; transporte de TCAP entre una puerta de enlace de señalización y de otros nodos IP. SCTP es utilizado por uno de los siguientes protocolos de usuario de adaptación de capa:
- SUA: Signalling Connection Control Part User Adaptation Layer (por ej. TCAP), RFC 3868.
- IUA: ISDN Q.921-User Adaptation Layer, RFC 4233, RFC 5133.
- M3UA: SS7 Message Transfer Part 3 (MTP3) User Adaptation layer (por ej. ISUP y SCCP), RFC 4666.
- M2UA: SS7 Message Transfer Part 2 (MTP2) User Adaptation layer, RFC 3331.
- M2PA: MTP2 Peer-to-peer user Adaptation layer, RFC 4165.
- V5UA: V5.2-User Adaptation Layer, RFC 3807.
- DPNSS/DASS2 User Adaption (DUA), RFC 4129

Para cada uno, la pila SS7 se sustituye en una de sus capas bien definidas con un reemplazo de transporte de paquetes. Al mover hasta las capas superiores de la pila más alta, más conceptos del legado SS7 pueden ser eliminados y reemplazados con paquetes flexibles y las capacidades de enrutamiento IP. Como SIGTRAN es un estándar de la industria, permite a los clientes interactuar en un entorno multi-fabricante.
En realidad Sigtran es una solución de compromiso para poder señalizar redes inteligentes y movilidad empleando la pila TCP/IP, por lo que se añaden los cuatro niveles inferiores de este modelo de capas por debajo del modelo de capas puro de SS7.
En la imagen que sigue, se puede apreciar una comparativa de ambos modelos.

## Ejemplos
Ejemplos de implementación son Signalware de Ulticom, SINAP/IP de Stratus, OpenSS7 y LeibICT